# Les Ouvriers européens
 (octobre 2021).
 Les Ouvriers européens  est une œuvre de sociologie du travail de Frédéric Le Play de 1855 analysant les conditions de vie et de travail dans différents pays européens.

## Contenu et portée
L'auteur y compile 36 monographies qu'il a écrites lors de missions de conseil technique et d'observation de 1829 à 1855. Un grand nombre est consacré à son domaine de spécialité, le monde de la mine. Une deuxième partie devait reprendre en 1855 les constats pour donner des conseils aux dirigeants des sociétés économiques concernant les aspects socio-économiques du travail mais est finalement retranchée pour ne pas risquer son instrumentalisation politique ou une cabale contre cet ouvrage avant tout descriptif. Pour l'auteur, c'est la première fois qu'il livre sa réflexion sociale qu'il gardait jusqu'ici dans le domaine privé, alors que ses expertises en économie et en géologie étaient reconnues.
L’auteur publie, de 1877 à 1879, sur un plan nouveau et avec de nombreux compléments, une 2e édition en 6 tomes. Il ne se borne plus, comme dans la 1re édition, à l’exposé des faits observés suivi d’un résumé des conclusions les plus importantes ; il adjoint tout d'abord ses observations recueillies entre temps, de 1855 à 1870 ; de plus il y introduit une théorie articulée sur les ressorts du bien-être ou du "mal" des populations laborieuses.

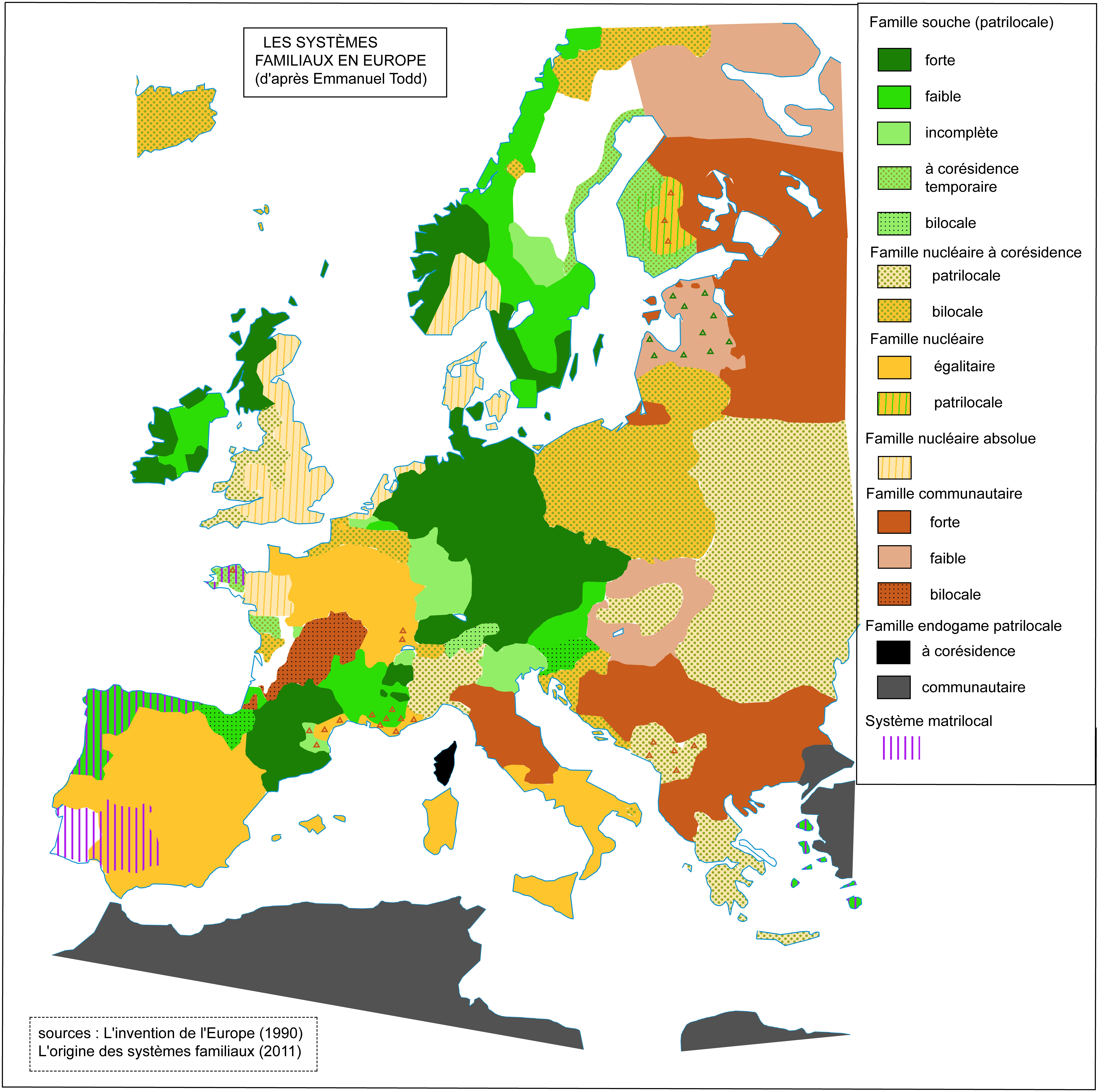
Emmanuel Todd se réclame de l'étude de la famille initiée par Les Ouvriers européens de Le Play, notamment sur l'idée de "famille souche".

Malgré le caractère ascientifique que les épistémologues attribuent aux auteurs pré-Durkheimiens, l'ouvrage est salué comme précurseur de la sociologie, notamment par son recours central à l'enquête de terrain et aux entretiens. Frédéric Le Play conçoit son étude comme partie d'une "physique sociale": les hommes sont étudiés dans leur environnement (à commencer par le climat) et leurs activités (leur "œuvre" qui fait donc d'eux les "ouvriers" du titre). Il décentre l'ouvrier de son face à face avec son outil, son produit, son patron ou ses collègues pour le resituer dans sa cellule familiale.

## Index
Les résumés associés sont de l'auteur.
- Tome I. La Méthode d'observation.
- Tome II. Les ouvriers de l'Orient "populations soumises à la tradition, dont le bien-être se conserve sous trois influences dominantes : le décalogue éternel, la famille patriarcale et les productions spontanées du sol."
  - Bachkirs pasteurs demi-nomades du versant asiatique de l’Oural (Russie orientale)
  - Paysans et charrons, à corvées, d’Orembourg (Russie méridionale)
  - Forgeron et charbonnier des usines à fer de l’Oural (Russie septentrionale)
  - Charpentier et marchand de grains des laveries d’or de l’Oka (Russie centrale)
  - Paysans, portefaix et bateliers émigrants, à l’abrock, de l’Oka (Russie centrale)
  - Forgeron bulgare de Samakowa (Turquie centrale.)
  - Iobajjy ou paysans, à corvées, de la Theiss (Hongrie centrale)
  - Paysans en communauté et en polygamie, de Bousrah (Syrie, Empire ottoman)
  - Menuisier-charpentier de Tanger (Maroc)
- Tome III. Les ouvriers du Nord: "Les ouvriers du Nord et leurs essaims de la Baltique et de la Manche, populations guidées par un juste mélange de tradition et de nouveauté, dont le bien-être provient de trois influences principales : le décalogue éternel, la famille-souche et les productions spontanées du sol et des eaux". 
  - Forgeron de Dannemora (Suède)
  - Fondeur du Buskerud (Norvège)
  - Mineur du Hartz (Hanovre)
  - Armurier de Solingen (Westphalie)
  - Pécheur de Marken (Néerlande)
  - Coutelier de Londres (Angleterre)
  - Coutelier de Sheffield (Angleterre)
  - Menuisier de Sheffield (Angleterre)
  - Fondeur du Derbyshire (Angleterre)
- Tome IV. Les ouvriers de l'Occident (populations stables): "populations stables, fidèles à la tradition devant les envahissements de la nouveauté, soumises au décalogue et à l’autorité paternelle, suppléant à la rareté croissante des productions spontanées par la communauté, la propriété individuelle et le patronage"
  - Fondeurs de Schemnitz (Hongrie)
  - Charbonnier de la Carinthie (Éfats autrichiens)
  - Fondeur du Hundsrucke (Province rhénane)
  - Luthier de l’Erzgebirge (Saxe)
  - Métayer de Florence (Toscane)
  - Ferblantier d’Aix-les-Bains (Savoie)
  - Métayer de la Vieille-Castille (Espagne)
  - Pécheur de Saint-Sébastien (Pays basque)
  - Bordier de la Basse-Bretagne (France)
  - Bordier de l’Armagnac (France)
  - Savonnier de la Raspe-Provcnce (France)
  - Paysan du Lavedan (France)
- Tome V. Les ouvriers de l'Occident (populations ébranlées): "populations ébranlées, envahies par la nouveauté, oublieuses de la tradition, peu fidèles au décalogue et à l’autorité paternelle, suppléant mal à la rareté croissante des productions spontanées par la communauté, la propriété individuelle et le patronage.". 
  - Compagnon-menuisier de Vienne (Autriche)
  - Tisserand de Godesberg (Province rhénane)
  - Luthier de Verdenfels (Haute-Bavière)
  - Compositeur-typographe de Bruxelles (Relgique) 103 35.
  - Mineur de Pontgibaud (France)
  - Paysan basque du Labourd (France)
  - Mineur émigrant de la Galice (Espagne)
  - Manœuvre agriculteur du Morvan (France)
  - Fondeur, au bois, du Nivernais (France)
  - Bordier de la Champagne pouilleuse (France)
  - Maure-blanchisseur de Clichy (France)
  - Maréchal-ferrant du Maine (France)
  - Charpentier, du Devoir, de Paris (France)
- Tome VI Les ouvriers de l'Occident (populations désorganisées): "populations désorganisées, égarées par la nouveauté, méprisant la tradition, révoltées contre le décalogue et l’autorité paternelle, empêchées par la désorganisation du travail et de la propriété de suppléer à la suppression des productions spontanées".
  - Mineur des gîtes de mercure d’Idria (Carniole, États autrichiens)
  - Horloger de Genève (Suisse)
  - Horloger de Genève, vieux ménage
  - Bordier émigrant du Laonnais (France)
  - Manœuvre-agriculteur du Maine (France)
  - Bordier-vigneron de l’Aunis (France)
  - Tisserand de Mamers (France)
  - Tisserand des Vosges (France)
  - Chiffonnier de Paris (France)
  - Lingère de Lille (France)
  - Manœuvre à famille nombreuse de Paris (France).
  - Auvergnat-brocanteur de Paris (France)
  - Tailleur d’habits de Paris (France)
  - Débardeur de Port-Marly (France)

## Editions
- Les Ouvriers européens: Études sur les travaux, la vie domestique et la condition morale des populations ouvrières de l’Europe, précédée d’un exposé de la méthode d’observations, Paris, Imprimerie impériale, 1855 Tome 1, Tome 2, Tome 3, Tome 4, Tome 5, Tome 6 sur Gallica.
- Les Ouvriers européens. Études sur les travaux, la vie domestique et la condition morale des populations ouvrières de l’Europe, précédée d’un exposé de la méthode d’observations par F. Le Play, Tours, Alfred Mame et fils, 2e éd., 1877-1879. 6 vol.

## Comptes-rendus
- Frédéric Le Play, "SUR L’OUVRAGE INTITULÉ : Les Ouvriers européens", in La constitution essentielle de l’humanité (Sur Wikisource): résumé par l'auteur des transformations entre les 2 éditions.
- Léonce de Lavergne, "ouvriers européens", Revue des Deux-Mondes, 1855: un compte-rendu contemporain.
- David Jérôme, « Avez-vous lu Le Play ? Note sur la genèse des Ouvriers européens », Revue d'Histoire des Sciences Humaines, 2006/2 (n° 15), p. 89-102. DOI : 10.3917/rhsh.015.0089.
- Louis Hincker, « Les monographies de famille de l’École de Le Play », Revue d'histoire du XIXe siècle, 23, 2001, mis en ligne le 28 juin 2005.